# Anvar G'ofurov
Anvar G'ofurov (Samarcanda, 14 maggio 1982) è un ex calciatore uzbeko, di ruolo difensore.

## Carriera

### Club
Ha giocato con vari club nella prima divisione uzbeka.

### Nazionale
Tra il 2007 ed il 2010 ha totalizzato complessivamente 21 presenze ed una rete con la maglia della nazionale uzbeka.

## Palmarès

### Club

#### Competizioni nazionali
- Campionato uzbeko: 6

Paxtakor: 2002, 2003
Bunyodkor: 2009, 2010, 2011, 2013
- Coppa dell'Uzbekistan: 5

Paxtakor: 2002, 2003
Bunyodkor: 2010, 2012, 2013